# Assessment centrum
Assessment centrum (z angl. „to assess“ – „měřit“) je specifická forma výběrového řízení na různé pozice. Jedná se většinou o celodenní komplexní diagnostický program, který zahrnuje kromě klasických ústních pohovorů známých z většiny firem také různé modelové situace, ukázky práce v týmu a čím dál častěji i psychodiagnostické testy. Všechna tato cvičení si kladou za cíl zmapovat uchazečovu schopnost zvládnout různé aspekty dané pozice jako je například týmová práce, komunikační schopnosti či schopnost efektivně nakládat s časem (time management) a delegovat úkoly.
Assessment centra jsou doménou personalistiky a řízení lidských zdrojů. Mohou být organizována interně přímo organizací, která vypisuje výběrové řízení (to je běžné hlavně ve velkých firmách s vlastním HR oddělením), nebo bývají za účelem organizace assessment center najímány externí firmy. Běžnou praxí je spolupráce interního HR oddělení firmy s externí firmou, která dodává potřebné know-how a nezávislé hodnotitele.
Assessment centrum má většinou následující rysy:
- Základem hodnocení je reálné chování jedince
- Použité úkoly mají za cíl simulovat klíčové aspekty práce. Předpokládá se, že chování jedince během modelových situací předpovídá (predikuje jeho budoucí pracovní chování.
- Součástí assessment centra jsou i behaviorální pohovory a testy.
- Výkon je hodnocen na několika rovinách a nejlépe několika na sobě nezávislými a proškolenými hodnotiteli včetně svých budoucích nadřízených.
- Hodnocení probíhá v kontextu skupin, kde lze pozorovat chování a komunikační dovednosti jedinců a porovnávat je mezi sebou.
- Pokud je assessment centrum správně připravené a realizované, je obohacující i pro uchazeče, což vede ke zvýšení prestiže firmy.

Assessment centra jsou reakcí trhu na narůstající poptávku po lidech s vysokou úrovní tzv. měkkých dovedností. Konkurence mezi uchazeči na trhu práce od devatesátých let vytrvale narůstá a formální vzdělání již není automatickou vstupenkou do vedoucích pozic.[nedostupný zdroj]

## Součásti assessment centra
Různá assessment centra se mezi mohou výrazně lišit náplní. Jiné assessment centrum je zvoleno pro výběr obchodních zástupců, kde je cílem vybrat také jiné typy lidí, než je tomu například u assessment center pro výběr manažerů. Nicméně existují určitá typická cvičení a testy, se kterými se setkáme velmi často:
- Představení
- In basket
- Případové studie zaměřující se na analytické schopnosti
- Skupinové diskuse
- Zpětná vazba podřízenému
- Vedení porady
- Prezentace výsledků práce nadřízenému
- Komunikace se zákazníky
- Individuální behaviorální interview
- Neformální setkání
- Psychologické testování s využitím psychometrie

V Česku se většina těchto metod využívá již od devadesátých let, kdy byly přebrány ze západní Evropy a USA. Novým trendem, který je patrný v českém prostředí, je využití online psychodiagnostiky a celková elektronizace různých částí assessment center.

## Výhody assessment centra
Mezi výhody assessment centra patří jeho komplexnost a zaměření na praktickou ukázku schopností uchazeče, což se běžným pohovorem hodnotí jen obtížně. Dále assessment centrum šetří náklady a čas. Po prvotní selekci na základě životopisů je obvykle vybráno několik uchazečů, kteří mají nejvíce deklarovaných zkušeností s problematikou dané pracovní pozice. Samotné assessment centrum pak trvá několik hodin až celý den. Díky tomu, že je celý proces skupinový, trvá kratší dobu, než kdyby byly modelové situace řešeny individuálně a navíc umožňuje sledovat skupinovou dynamiku a jak ke skupinové práci přistupují jednotliví uchazeči. Samotný pohovor jednotlivých uchazečů s hodnotiteli pak může být řádově kratší a může se zaměřovat jen na nejasnosti, které během programu vznikly. Právě možnost pozorovat účastníky v reálných skupinových situacích je přidanou hodnotou, kterou jiný typ výběru zaměstnanců zatím neumožňuje.
O assessment centrech lze také obecně říci, že jsou velmi validní a objektivní metodou výběru, což je důsledkem simulace reálných pracovních situací a několika na sobě ideálně nezávislých hodnotitelů.

## Limitace assessment center
Assessment centra jsou jednou z nejnáročnějších metod výběru zaměstnanců. To může mít negativní vliv na určité skupiny potenciálních zaměstnanců a vést k diskriminaci. Assessment center se typicky obávají hlavně starší lidé. Dále jsou assessment centra poměrně finančně náročná. Cena se u externích dodavatelů pohybuje v řádech desítek tisíc v závislosti na typu pozice a počtu uchazečů. Obecně platí, že čím vyšší pozice a větší počet uchazečů, tím vyšší cena assessment centra. Někdy bývají assessment centrům taktéž vyčítány některé jejich „umělé“ aspekty, jako je např. psychodiagnostika. Tato kritika se opírá o to, že podstatou assessment centra je co nejlépe simulovat reálný pracovní den, kam vyplňování psychodiagnostiky většinou nepatří. Dalším problémem této metody je také nižší validita a prozkoušenost v případě některých speciálních pozic jako může být např. výběr vysokého manažera do specializované firmy, kde je třeba vytvořit unikátní kompetenční model, který není možné předem vyzkoušet.

## Externí vs. interní hodnotitelé
Při organizaci assessment centra je mimo jiné důležité zvážit výhody a nevýhody, které přinášejí externí a interní hodnotitelé do celého procesu. Interní pozorovatelé znají firemní kulturu a mohou lépe posoudit, zda se jedinec hodí do pracovního kolektivu, nicméně mohou být zaujatí, což je zvláště problematické v případě, kdy je v rámci assessment centra vybíráno ze stávajících zaměstnanců firmy, kteří mohou mít nějaké vazby na interní hodnotitele.
Externí hodnotitelé bývají z firem, které se organizací assessment center zabývají. Jejich výhodou je obvykle rozsáhlá zkušenost s podobnými programy a schopnost je kvalitně zorganizovat. Dále jsou nezaujatí a zajišťují vysokou objektivitu při hodnocení. Tato objektivita je narůstá s větším počtem hodnotitelů. Obvyklé jsou kombinované skupiny hodnotitelů interních i externích, kteří se v závěru programu spolu dohodnou a vyberou nejvhodnějšího kandidáta.

## Nové trendy v assessment centrech
Ačkoli jsou assessment centra v českých podmínkách relativně novou výběrovou metodou používanou až od 90. let 20. století, tak i tato metoda je neustále vyvíjena a zdokonalována. Konkurenční prostředí nutí firmy svoje metody kontinuálně vyvíjet a specializovat se. Metody se tak stávají propracovanějšími, specializovanějšími vzhledem k jednotlivým pozicím a na hodnotitele jsou kladeny vyšší nároky. Celý proces je také veden spíše koučovacím stylem, kdy se pracuje s motivací a sebenáhledem a má tak méně charakter zkoušky.
Relativně novým a negativním trendem v rámci assessment center je omezení individuálních zpětných vazeb pro neúspěšné kandidáty. Dříve bylo standardem, že všichni kandidáti dostali nezávisle na svém úspěchu v assessment centrech zpětnou vazbu. V současnosti dostávají personalizovanou „face to face“ zpětnou vazbu s konzultantem pouze interní kandidáti či ti úspěšní externí.

### Kompetenční modely
Další velkou změnou v rámci assessment center bylo vytvoření kompetenčních modelů pro jednotlivé pozice, což je metodika výběru datující se už od práce McClelanda v 70. letech 20. století., který kritizoval v tehdejší době hojně využívané obecné testy inteligence s tím argumentem, že pokud budeme chtít vědět, jak někdo umí řídit, posadíme ho za volant a nebudeme mu dávat test. Podobný princip platí u všech pozic. V případě assessment center se vývoj posunul od „dojmologie“, kdy leckdy ad hoc vybraní hodnotitelé hodnotili uchazeče podle toho, jak se jim líbili či jaký z nich měli pocit, po podrobné a konkrétní kompetenční modely šité na míru pro danou pozici. Tím je dosaženo podstatně objektivnějšího hodnocení.

### Online diagnostika
Dalším novým a výrazným trendem je široké využívání online psychodiagnostiky v rámci assessment center . Výhody těchto moderních metod spočívají především v rychlosti a minimalizaci nákladů. Online diagnostiku mohou respondentni vyplnit takřka kdekoli, kde je internet, což usnadňuje nábor na delší vzdálenosti. Ihned po vyplnění má respondent a/nebo personalista k dispozici výstupní zprávu. Náklady jsou nižší díky tomu, že již není nutno platit zaměstnance (nejčastěji drahého psychologa), který musí testy administrovat, vyhodnocovat a interpretovat. Na trhu je celá řada komerčních subjektů, které se věnují vývoji online psychodiagnostických metod. Jejich porovnáním se ve své diplomové práci zabývá Dana Pařízková.